# Scambus coniferae
Scambus coniferae är en stekelart som beskrevs av Setsuya Momoi 1973. Scambus coniferae ingår i släktet Scambus och familjen brokparasitsteklar. Inga underarter finns listade i Catalogue of Life.